# Харек, Дерраджи
Дерраджи Харек (араб. دراجي حراك‎; род. 19 декабря 1959, Барика, Батна) — алжирский легкоатлет, выступавший в беге на средние дистанции. Участник летних Олимпийских игр 1980 года.

## Биография
Дерраджи Харек родился 19 декабря 1959 года в алжирском городе Барика.
Выступал в соревнованиях по лёгкой атлетике за клуб «Коуба».
В 1980 году вошёл в состав сборной Алжира на летних Олимпийских играх в Москве. В беге на 800 метров занял в четвертьфинале 5-е место, показав результат 1 минута 49,9 секунды, в полуфинале — последнее, 8-е место с результатом 1.51,81, уступив 5,23 секунды попавшему в финал со 2-го места Детлефу Вагенкнехту из ГДР. В беге на 1500 метров занял в четвертьфинале 8-е место с результатом 3.45,29, уступив 6,1 секунды попавшему в полуфинал с 5-го места Мирославу Жерковскому из Польши.

## Личные рекорды
- Бег на 800 метров — 1.48,0 (1980)[1]
- Бег на 1500 метров — 3.42,4 (1980)[1]